# Urpish
Urpish (Quechua) es un C.P en Perú localizado en el departamento de Huánuco, provincia de Huamalíes.

## Ubicación geográfica
Se ubica sobre la margen norte del río Carpa y sobre el margen este del río Marañón, siendo el primero afluente del último,en la jurisdicción del distrito de Jircan a una altitud de aproximadamente 3428 m s. n. m.
Su clima es templado frígido.

## Atracciones Turísticas
El poblado cuenta por su alrededor conjuntos arqueológicos, los cuales destacan:
- Cruzpampa
- Awqa Punta
- Miyu Pampa